# Altica nancyae
Altica nancyae är en skalbaggsart som beskrevs av Stirret 1933. Altica nancyae ingår i släktet Altica och familjen bladbaggar. Inga underarter finns listade i Catalogue of Life.